# Val de Livre
Val de Livre ist eine seit dem 1. Januar 2016 bestehende Gemeinde im französischen Département Marne in der Verwaltungsregion Grand Est. Sie gehört zum Kanton Épernay-1 und zum Arrondissement Épernay. Die Commune nouvelle entstand durch die Zusammenlegung der bisherigen Gemeinden Tauxières-Mutry und Louvois. Erstere ist der Hauptort (chef-lieu). Val de Livre umfasst neben den Hauptsiedlungen auch den Weiler Clos de Fourches, der vormals zu Tauxières-Mutry gehörte.

## Gliederung
| Ortsteil                             | ehemaliger INSEE-Code | Fläche (km²) | Einwohnerzahl (2016) |
| ------------------------------------ | --------------------- | ------------ | -------------------- |
| Louvois                              | 51331                 | 12,17        | 333                  |
| Tauxières-Mutry (Verwaltungssitz)000 | 51564                 | 10,17        | 313                  |

## Lage
Val de Livre liegt rund 20 Kilometer südlich von Reims im Regionalen Naturpark Montagne de Reims. Das Gemeindegebiet wird vom namengebenden Flüsschen Livre durchquert, das zur Marne entwässert.
Nachbargemeinden sind:
- Mailly-Champagne im Norden,
- Verzenay und Verzy im Nordosten,
- Ambonnay im Osten,
- Bouzy im Südosten,
- Tours-sur-Marne im Süden,
- Fontaine-sur-Ay im Südwesten,
- Ville-en-Selve im Westen und
- Ludes im Nordwesten.